# Arxiu Comarcal del Vallès Oriental
L'Arxiu Comarcal del Vallès Oriental (ACVO), situat al número 10 del carrer de l'Olivar de Granollers, s'inaugurà el 30 de setembre de 2005. Forma part de la Xarxa d'Arxius Comarcals de la Generalitat de Catalunya i és gestionat conjuntament pel Consell Comarcal del Vallès Oriental i per l'Ajuntament de Granollers, d'acord amb el conveni signat el 29 de desembre del mateix any entre el Departament de Cultura i Mitjans de Comunicació, el Consell Comarcal del Vallès Oriental i l'Ajuntament de Granollers.

## Història
La capacitat de l'ACVO és de 10.000 metres lineals de prestatgeria en armaris compactes dels quals actualment n'hi ha aproximadament 6.300 d'ocupats. Entre els fons documentals més importants que hi ha dipositats a l'Arxiu podem destacar els fons municipals dels Ajuntaments d'Aiguafreda, Castellterçol, Granollers, Santa Eulàlia de Ronçana i Tagamanent; la documentació administrativa del Consell Comarcal del Vallès Oriental, els fons judicials dels Jutjats de Primera Instància de Granollers i Mollet; la documentació de l'Oficina Comarcal del Departament d'Agricultura: la documentació dels Cambres Agràries de diversos pobles de la comarca; el fons personal Josep Molas i el fons documental de la Baronia de Montbui, integrada per les poblacions de Santa Eulàlia, Bigues, Riells, l'Ametlla, Lliçà d'Amunt, Palaudàries i Sant Mateu de Montbui).
Per acord establert amb l'Ajuntament de Granollers, l'Arxiu Comarcal del Vallès Oriental custodia el fons de l'Hemeroteca Municipal Josep Móra que comprèn, entre d'altres, una voluminosa col·lecció de publicacions periòdiques d'àmbit comarcal. Aquest Arxiu comparteix instal·lacions amb l'Arxiu Municipal de Granollers, que hi té dipositat una part dels fons municipals i l'Arxiu d'Imatges.

## Documents destacats

### Pergamí de Mas Carbonell

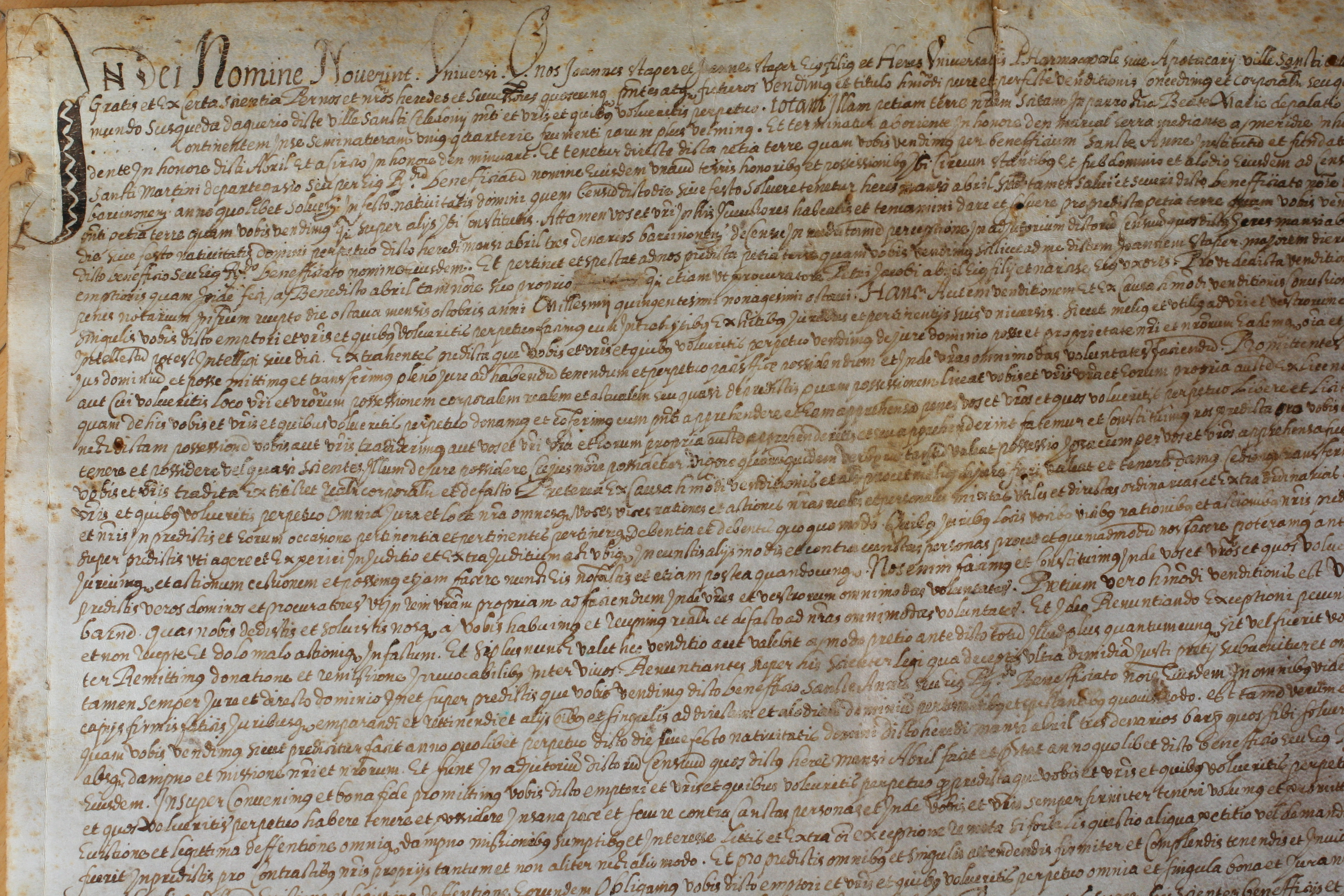
Pergamí datat el 20 de gener de 1600 pertanyent al fons patrimonial del mas Carbonell, de Santa Maria de Palautordera. Es tracta de la venda d'una peça de terra situada a l'esmentada localitat, feta per Joan Estaper a favor de Segimon Susqueda, tots dos de Sant Celoni.

El Pergamí del mas Carbonell de Santa Maria de Palautordera és un pergamí datat el 20 de gener de 1600 pertanyent al fons patrimonial del mas Carbonell, de Santa Maria de Palautordera. Es tracta de la venda d'una peça de terra situada a l'esmentada localitat, feta per Joan Estaper a favor de Segimon Susqueda, tots dos de Sant Celoni. Es tracta d'un dels 44 pergamins dels fons d'aquesta masia que tenia propietats al Vallès però també al Maresme. També conté dos documents en paper. La cronologia del fons va de 1344 a 1637.

### Ban oferint l'indult

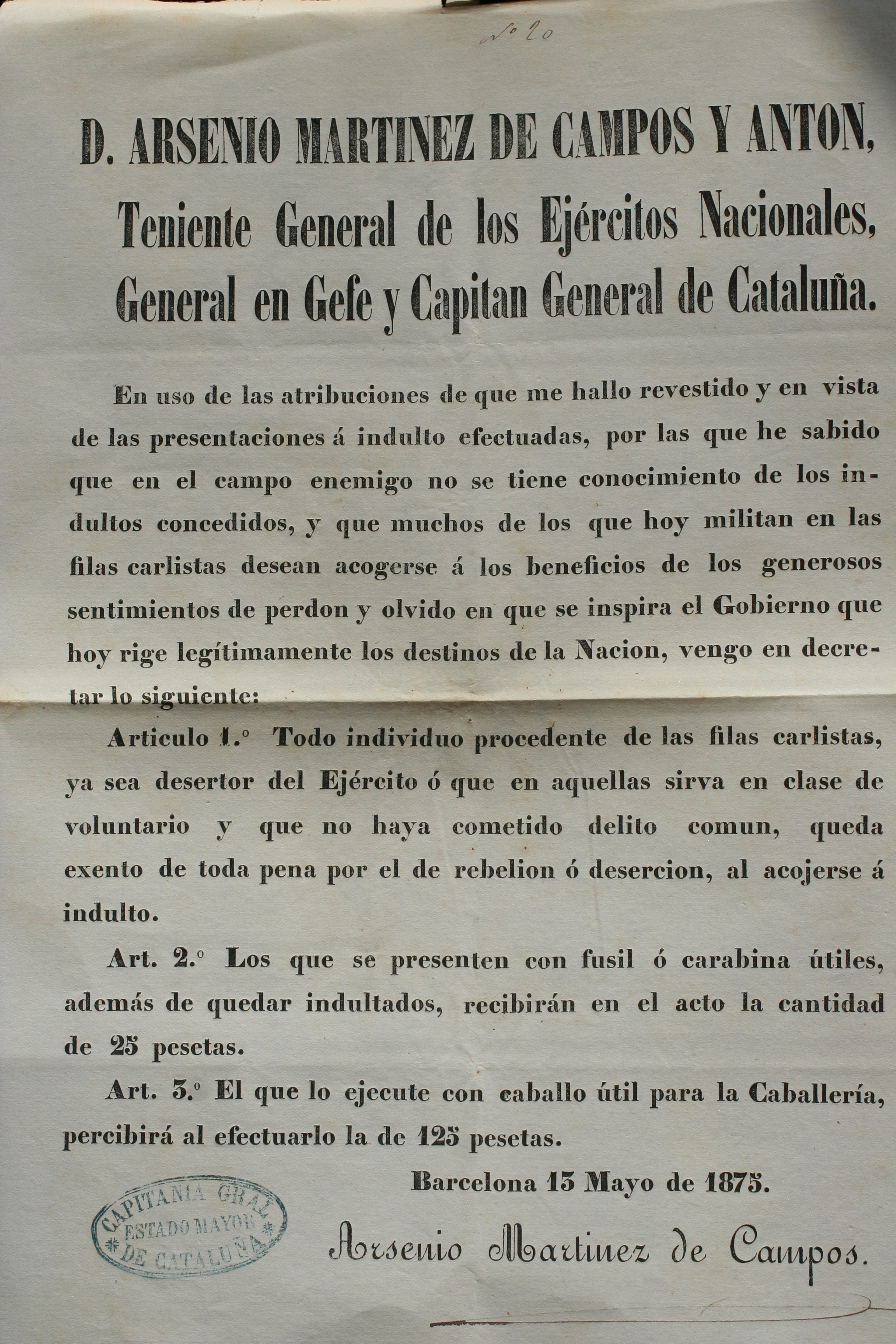
Ban del general Martínez Campos, capità general de Catalunya, oferint l'indult als carlins que es presentin amb armes o cavalls. Va ser enviat a la majoria dels ajuntaments catalans a les acaballes de la tercera guerra carlina. Està datat a Barcelona el 13 de maig de 1875.

El Ban oferint l'indult als voluntaris carlins és un paper imprès, un document del fons municipal de Castellterçol. Es tracta d'un ban del general Martínez Campos, capità general de Catalunya, oferint l'indult als carlins que es presentin amb armes o cavalls. Va ser enviat a la majoria dels ajuntaments catalans a les acaballes de la tercera guerra carlina. Està datat a Barcelona el 13 de maig de 1875.

### Cadastre de 1784
A la col·lecció de documents de l'ACVO hi ha un curiós cadastre de Parets del Vallès de 1784. El cadastre de cada poble era una relació dels propietaris i dels impostos que pagaven a l'administració reial. Aquest impost, creat per l'administració borbònica, és un precedent històric de l'actual IBI (impost sobre els béns immobles) i que grava la propietat de cases, pisos i finques. El document en qüestió, del qual mostrem la primera pàgina, permet saber quins eren els propietaris de Parets en aquell moment i què pagaven pels seus immobles.

## Fons
En data 2 d'octubre de 2023, a l'Arxiu Comarcal del Vallès Oriental hi havia dipositats els fons documentals següents:
Fons de l'Administració de la Generalitat de Catalunya
- Oficina Comarcal del Departament d'Agricultura, 1962-2003.
- Oficina Liquidadora de Mollet del Vallès, 1986-2001.

Fons de l'Administració local
- Consell Comarcal del Vallès Oriental, 1988-2012.
- Ajuntament d'Aiguafreda, 1835-2004.
- Ajuntament de Castellterçol, 1853-2010.
- Ajuntament de Granollers, 1212-1999.
- Ajuntament de Santa Eulàlia de Ronçana, 1847-1988.
- Ajuntament de Tagamanent, 1853-2010.
- Ajuntament de Quadra de Vilalba, 1819-1835.

Fons Notarials
- Districte notarial de Granollers, 1911-1987.

Fons de l'Administració reial i senyorial
- Baronia de Montbui (Santa Eulàlia de Ronçana, Bigues, l'Ametlla del Vallès, Sant Feliu de Codines, Palaudàries i Montbui), 1417-1849.

Fons de l'Administració de Justícia
- Jutjats de 1a Instància i Instrucció de Granollers, 1917-2003.
- Jutjats de 1a Instància i Instrucció de Mollet del Vallès, 1887-1991.
- Jutjat Municipal d'Aiguafreda, 1838-1989.
- Jutjat de Pau de Castellterçol, 1838-1993.
- Jutjat de Pau de Santa Eulàlia de Ronçana, 1847-1988.

Fons d'institucions
- Cambra agrària local de l'Ametlla del Vallès, 1954-1994.
- Cambra agrària local de Canovelles, 1967-1984.
- Cambra agrària local de Cànoves i Samalús, 1963-1992.
- Cambra agrària local de Granollers, 1949-1994.
- Cambra agrària local de Llinars del Vallès, 1942-1994.
- Cambra agrària local de les Franqueses del Vallès, 1967-1994.
- Cambra agrària local de Lliçà de Vall, 1959-1994.
- Cambra agrària local de Sant Feliu de Codines, 1969-1994.
- Cambra agrària local de Vallromanes, 1980-1986.
- Cambra agrària local de Vilalba Sasserra, 1953-1964.
- Cambra agrària local de Vilanova del Vallès, 1979-1983.
- Col·legi Pereanton de Granollers, 1861-1988.
- Casa de Beneficència Brugarolas-Palau de Castellterçol, 1852-1937.
- Centre de Formació Professional, la Garriga, 1976-1994.
- Centre Residencial Acció Educativa, Santa Agnès de M., 2007-2016.
- Col·legi Nostra Senyora del Remei, Santa Maria de Palautordera, 1975-1978.
- Escola Ronçana, Santa Eulàlia de Ronçana, 1981-2016.

Fons d'associacions i fundacions
- Associacions Mutuals d'Aiguafreda. 1890-1948.
- Centre d'Estudis Santfostencs, Sant Fost de Campsentelles. 1994-2015.
- Centre Moral de Castellterçol, 1932-1999.
- Cooperativa La Favorecedora Obrera, Aiguafreda, 1924-1963.
- Colla Pa amb Tomàquet Lliçà d'Amunt, 1976-2003.
- FET y JONS, Movimiento Nacional (Castellterçol), 1943-1976.
- FET y JONS, Movimiento Nacional (Santa Eulàlia de Ronçana), 1939-1976.
- Òmnium Cultural. Delegació comarcal, 1962-2000.
- Comitè d'empresa de SATI, la Garriga. 1978-2013.
- Montepio San Antonio, San Isidro y Sta. Cruz, Sta. Eulàlia, 1868-1936.

Fons comercials i d'empreses
- Confeccions Bonal (Mollet del Vallès), 1934-1990.
- SAVOSA, Granollers, 1999-2009

Fons patrimonials
- Mas Carbonell de Santa Maria de Palautordera, 1344-1637.
- Mas Soley de Vilanova del Vallès, 1322-1621.
- Mas Gorchs Rovira, Llerona/Canovelles, 1184-1932.
- Ca n'Oliveres, Lliçà d'Amunt, 1225-1994.
- Can Brustenga, Santa Eulàlia de Ronçana, 1261-1926.
- Mas Pont Torrents, la Roca del Vallès, 1411-1950.
- Can Malé, Lliçà d'Amunt, 1645-1965.
- Can Guàrdia-Fargas, Castellterçol, 1671-1852.
- Pergamins Sant Celoni, 1332-1639.

Fons personals
- Josep Castells Gironès (la Garriga), 2001-2007.
- Francesc Girbau Cucurull (Les Franqueses, Granollers), 1966-1977.
- Josep Molas Rupelo (Sant Fost de Campsentelles, Mollet), 1916-1987.
- Santiago Giménez Villagrasa (Lliçà d'Amunt), 2009-2017.
- Frederic Ros Chacón (Mollet del Vallès), 1919-1953.
- Jaume Vallcorba Duñó (Mollet del Vallès), 1937-1939.

Col·leccions
- Col·leccions de documents, manuscrits i pergamins de diverses localitats del Vallès Oriental, 1306/1986.
- Col·lecció d'impresos, fulletons i cartells de diverses localitats del Vallès Oriental, 1940/2015.
- Col·lecció de vídeos del Vallès Oriental, 1985-2005.

Hemeroteca / Biblioteca
- Hemeroteca Josep Móra (monografies, revistes i butlletins dels pobles de la comarca i col·leccions diverses de programes, dossiers, etc.), 1850-2010.